# Julius Wobay
Julius Gibrilla Wobay (n. 19 mai 1984, Bo, Sierra Leone) este un fotbalist din Sierra Leone care joacă la Khazar Lankaran în Azerbaidjan. A jucat în Liga I, la FC Universitatea Craiova. Este logodit și are trei frați și două surori, familia lui aparține clasei sociale de mijloc din țara sa.
În afară de limba engleză, Julius Gibrilla Wobay mai cunoaște puțină greacă din perioada când evolua în campionatul cipriot la echipa Nea Salamina Larnaca.

## Carieră

### East End Lions
Născut în Bo, al doilea oraș ca mărime din Sierra Leone, după Freetown, Julius Gibrilla Wobay debutează în fotbalul profesionist la echipa East End Lions din propria țară. În timpul celor trei sezoane petrecute la East End Lions, Julius Gibrilla Wobay debutează în echipa națională de fotbal a Sierrei Leone, fiind declarat și cel mai bun mijlocaș leonez.

### Nea Salamina Larnaca
La sfârșitul anului 2003, Julius Gibrilla Wobay părăsește campionatul leonez, optând să joace în prima ligă cipriotă de fotbal, la o formație apreciată în Cipru, Nea Salamina Larnaca. Acolo este votat două sezoane la rând ca fiind cel mai bun jucător al formației sale și este considerat de asemenea ca fiind unul dintre jucătorii de top din prima ligă cipriotă.

## Legături externe
- Julius Gibrilla Wobay la National-Football-Teams.com